# Acanthomeridion
Genre
Acanthomeridion est un genre éteint d'arthropodes du Cambrien, découvert dans les schistes de Maotianshan en Chine. En 1997 il a été placé dans un taxon monotypique propre, la famille des Acanthomeridiidae. 

## Découverte
Il est connu par huit spécimens tous trouvés en Chine.

## Description
Acanthomeridion était un animal de 35 millimètres de long avec onze segments se terminant en épines à l'arrière. Une caractéristique de la tête est sa suture faciale séparant les joues de la tête, ce qui est analogue à ce qui se voit chez les trilobites. D'autres ressemblances sont peu claires.

## Liste d'espèces
Selon BioLib (24 juin 2020) :
- Acanthomeridion anacanthus Hou & al., 2016 †
- Acanthomeridion serratum Hou, Chen & Lu, 1989 †